# Мирче Гьоргоски
Мирче Тито Гьоргоски (на македонска литературна норма: Мирче Ѓоргоски) е офицер, бригаден генерал от Северна Македония.

## Биография
Роден е на 7 ноември 1966 г. в Охрид. Завършва основно образование в родния си град, а през 1985 г. и средна военна гимназия в Белград. През 1989 г. завършва Военната академия на Сухопътните войски на ЮНА с профил артилерия. Службата си започва като командир на взвод в различни гарнизони като Бенковац (1989 – 1990), Пула (1990 – 1991). След това влиза в армията на Република Македония и през 1992 г. е назначен за командир на взвод в гарнизона в Охрид до 1994 г. Между 1994 и 1996 г. е командир на батарея в Охрид. След това до 1998 г. отново е командир на взвод в Скопие. От 1998 до 2001 г. е заместник-командир на артилерийски дивизион в Прилеп. Между 2001 и 2002 г. е офицер по протокола в кабинета на директора на Генералния щаб на армията на Република Македония. От 2002 до 2003 г. е заместник-командир на батальон за кадети. След това до 2006 г. е командир на батальона. През 2005 г. завършва Команднощабната академия на Военната академия в Скопие. През 2006 г. е за кратко офицер по плановете в Г-3 на Генералния щаб. В периода 2006 – 2012 г. е говорител на Генералния щаб. Между 2012 и 2015 г. е началник на канцеларията за връзки с обществеността и говорител на Генералния щаб. През 2013 г. завършва Колеж по отбраната в Рим. От 2015 до 2016 г. е адютант на Върховния командир на въоръжените сили на Република Македония. От 2016 г. е назначен за командир на първа механизирана пехотна бригада. След това от февруари 2019 г. е военен представител на Република Македония в НАТО. Към 2022 г. е началник-щаб на Командването за операции.

## Военни звания
- Артилерийски подпоручик (1989)
- Поручик (1990)
- Капитан (1993)
- Капитан 1 клас (1997)
- Майор (2002)
- Подполковник (2006)
- Полковник (2010)
- Бригаден генерал (2015)

## Награди
- Златна значка на АРМ
- Сребърна значка на АРМ за дългогодишна служба